# Jablanický okruh
Jablanický okruh (srbsky Jablanički okrug, cyrilicí Јабланички округ) se nachází na jihovýchodě Centrálního Srbska, se správním centrem v městě Leskovac. V roce 2011 zde žilo 215 463 obyvatel.
Svůj název má podle řeky Jablanica, která tvoří přirozenou osu okruhu a dělí jej na severní a jižní část. Zatímco v okolí města Leskovac se nachází rozlehlá pláň a jak Jablanica, tak i nedaleká Veternica se vlévají do řeky Južna Morava, západní část okruhu (při hranici s Kosovem) je hornatá.
Jablanický okruh patří k málo rozvinutým oblastem Srbska.

## Správní členění
Okruh zahrnuje následují města:
- Leskovac
- Bojnik
- Lebane
- Medveđa
- Vlasotince
- Crna Trava

## Etnické skupiny
Údaje pocházejí ze sčítání lidu v roce 2002. [zdroj?]
- Srbové: 225 092 [zdroj?]
- Romové: 9 900 [zdroj?]
- Albánci: 2 841 [zdroj?]